# پوکیان
پوکیان (به لاتین: Puqian) یک شهرک در جمهوری خلق چین است که در Wenchang واقع شده‌است.